# Max Hoffmann

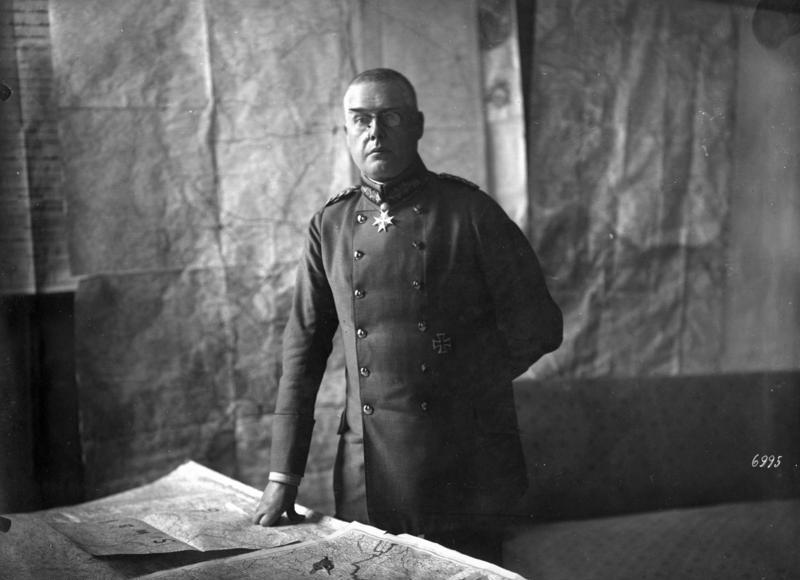
Max Hoffmann som generalmajor 1914.

Carl Adolf Maximilian "Max" Hoffmann, född 25 januari 1869, död 8 juli 1927, var en tysk militär.
Hoffmann blev officer vid infanteriet 1888, generalmajor 1916 och erhöll avsked 1919. Hoffmann, som tillhörde generalstaben, följde 1904-05 japanska armén under rysk-japanska kriget och var vid första världskrigets utbrott överstelöjtnant. Han placerades som 1:e generalstabsofficer vid 8:e armékvarteret och efterträdde i augusti 1916 Erich Ludendorff som generalstabschef på ostfronten. Som tysk delegerad deltog han i fredsunderhandlingarna i Brest-Litovsk, där han energiskt kämpade för de militära synpunkternas genomdrivande. Då han senare förklarade sig ej ha för avsikt att underkasta sig Versaillesfredens bestämmelser beträffande gränsen mot Polen, försattes han i disponibilitet 1919. Hoffmann har utgett Der Krieg der versämten Gelegenheiten (1923) och Tannenberg, wie es wirklich war (1926), varjämte hans Aufzeichnungen utkom i 2 band 1929.